# عمرو بن حسن
عمر فرزند حسن بود که در کربلا حضور داشت و به نقل برخی منابع به همراه کاروان اسرا راهی شام شد.

## زندگی‌نامه
عمر از فرزندان حسن بن علی است و مادرش ام ولد نام داشت. برخی نام او را عمرو ذکر کرده‌اند.

## نقش در نبرد کربلا
در برخی از منابع در میان اسرای کربلا نام عمر، زید و حسن‌بن‌حسن از فرزندان حسن بن علی ذکر شده‌است. در جایی دیگر روایتی از حضور عمر در جمع اسرا بیان شده‌است. در این گزارش آمده‌است: یزید، عمر بن حسن خردسال را خواست و گفت: «حاضری با پسر من، خالد، کشتی بگیری؟» عمر گفت: «به این صورت نه. به هر یک از ما کاردی بده تا باهم بجنگیم اگر او مرا کشت، به جدم پیامبر ملحق می‌شوم و اگر من او را کشتم، به جدش معاویه و ابوسفیان خواهد پیوست.»
برخی هم گفته‌اند که او در سنین کودکی، در واقعه کربلا کشته شد.